# 休·塞西尔
第一代奎克斯伍德男爵休·塞西尔（英語：Hugh Cecil, 1st Baron Quickswood，1869年10月14日—1956年12月10日），是英国保守党政论家、思想家。

## 著作
- 《Presidential Address》（1908年）
- 《Liberty and Authority》（1910年）
- 《保守主义》（Conservatism，1912年）
- 《Second Chambers in the British Dominions and in Foreign Countries》（1912年）
- 《The Position of the Incumbent in the Parochial Church Council》（1916年）
- 《The Irish Question Again》（1919年）
- 《Nationalism and Catholicism》（1919年）
- 《National Instinct, the Basis of Social Institutions》（1926年）
- 《The Communion Service As It Might Be, together with an Introduction and Notes》（1935年）